# ケフェウス座デルタ星
ケフェウス座δ星（ケフェウスざデルタせい、δ Cephei、δ Cep）は、ケフェウス座の恒星で地球から約797光年離れた位置にある連星系である。この距離では、視線上のガスや塵による星間減光のため、視等級が0.23等暗くなる。
ケフェウス座δ星の主星は、比較的短い周期で明るさが変化する脈動変光星、セファイド変光星の典型である。更に細分化した場合、古典的セファイドまたはケフェウス座δ型に分類され（もう一つの分類はおとめ座W型）、その典型でもある。

## 発見
1784年、ジョン・グッドリックによって変光が発見された。グッドリックは、1784年10月19日に最初の観測を行い、同年12月28日まで毎晩のように観測を続けた。翌1785年の前半にも追加の観測を行い、6月28日付けの書簡に変光を記載、その報告は1786年1月1日に正式に出版された。ケフェイド変光星として最初に発見されたので、この星を冠するようになったとされるが、ケフェウス座δ星は、その数週間前（1784年9月10日）に、グッドリックの盟友ピゴットが発見したわし座η星に続く、同種の変光星で2番目の例である。近くのε星とζ星と比較すれば変光を観測できる。
1835年、シュトルーベがケフェウス座δ星は二重星であることを発見した。地球から見て離角41秒の6.3等星である相手の恒星は、HD 213307として知られる。その後、ケフェウス座δ星とHD 213307は同じ固有運動をしていることから、連星系であると考えられるようになった。
1878年にシャーバーン・バーナムは地球から見て離角20.9秒の13等星を発見している。この星について、1966年にチャールズ・ウォーリーは連星ではないと判断している。

## 特徴

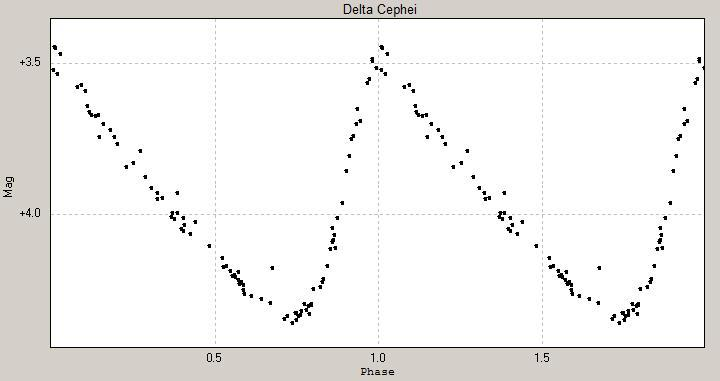
ケフェウス座δ星の光度曲線。縦軸は視等級、横軸は脈動の位相。

ケフェウス座δ星は、セファイドの典型であるだけでなく、ポラリスに次いで太陽に距離が近いセファイドである。その変光は、恒星外層の脈動によって起こる。視等級は3.48等から4.37等まで変化し、それに伴ってスペクトル型もF5からG1まで変化する。脈動の周期は5.366341日で、光度極大へ向かって明るくなる方が、極大を過ぎて極小へと暗くなるよりも変化が速く、極小への減光には4日程、極大への増光には1.5日かかる。直径は約6%変動していると推測され、これは太陽の25から30倍に該当する。
セファイド変光星の変光周期は、その星の光度と強い相関があるので、地球からの距離が最も正確に求まっているセファイドの一つであるケフェウス座δ星は、セファイドの周期光度関係の基準としてたいへん重要である。ケフェウス座δ星は、星団の一員であること、ハッブル宇宙望遠鏡（HST）やヒッパルコスによって年周視差が精度良く観測されていることから、距離が正確に求められている。2002年、HSTを用いた観測では、ケフェウス座δ星の距離が誤差4%以内で273pc（890光年）と求められた。その後、ヒッパルコスのデータを解析しなおしたところ、年周視差は以前に求められた値よりも大きいことがわかり、ケフェウス座δ星の距離は244pc、つまり約800光年へと縮まった。
セファイドは、質量が太陽の3倍から12倍になると考えられており、主系列星時代はB型星として過ごす。核で水素を使い尽くすと、進化の段階が進み、不安定になる。色指数から推定した主星ケフェウス座δ星Aの質量は、太陽質量の4.5倍である。一方で、恒星進化の理論から計算した質量は、太陽質量の5.0倍から5.25倍となる。進化のこの段階では、星の外層は平均して太陽の44.5倍に膨張している。

## 連星系

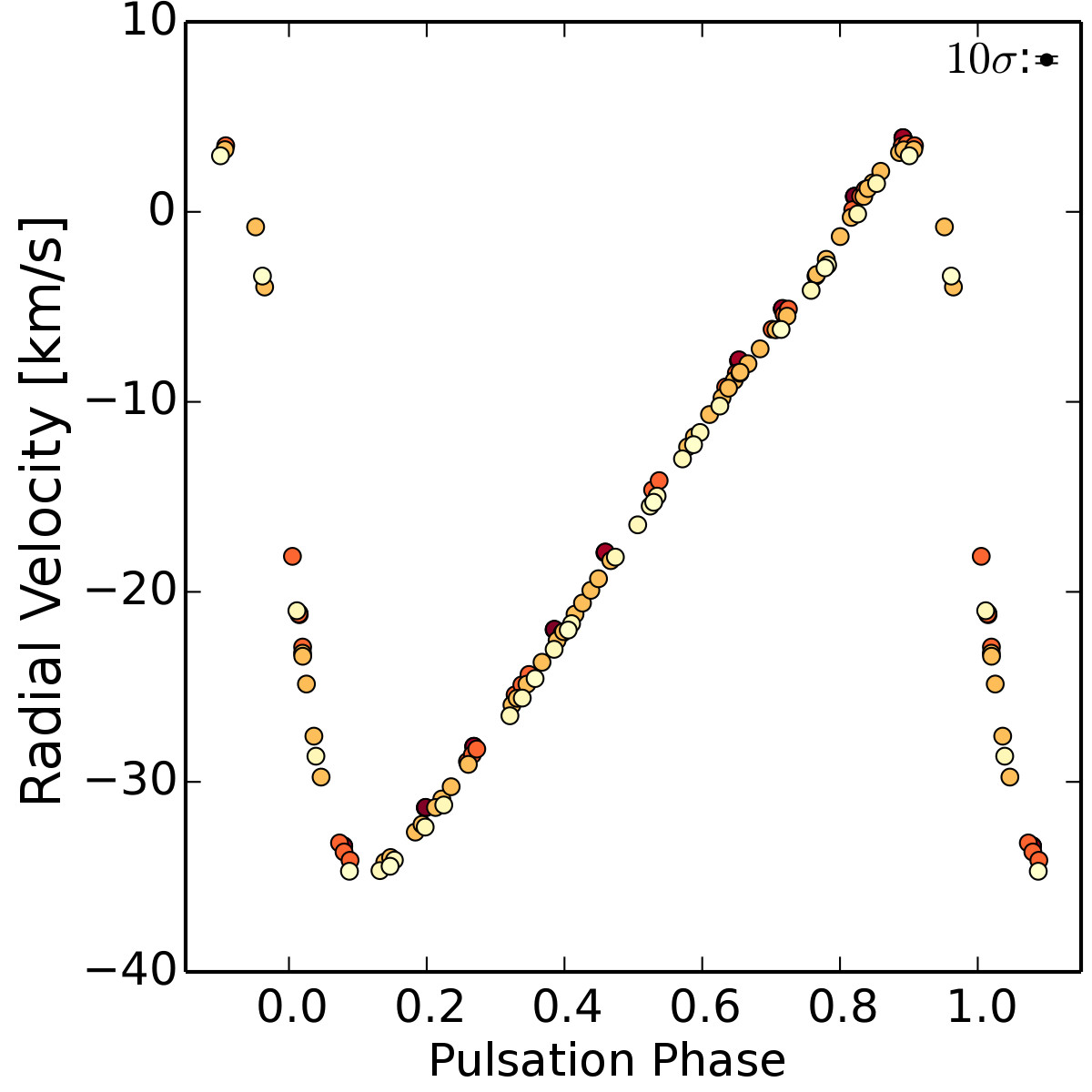
ケフェウス座δ星Aの視線速度曲線。色の違いは周期の違いを表し、色の異なる点の間でのずれは、ケフェウス座δ星Bの影響と考えられる。

視線速度の測定によって、ケフェウス座δ星は分光連星で、伴星が6年周期で公転していると考えられるようになった。推定される伴星の質量は主星の10分の1程度で、近点距離は2AU以下になる。伴星の存在は、ガイアによる年周視差（距離）の測定の際にも考慮する必要がある。一方、ケフェウス座δ星と実視連星をなす伴星HD 213307も、分光観測による視線速度の測定、或いは固有運動の時間変化の分析から連星であると考えられ、ケフェウス座δ星系は4重連星系とみられている。

## 質量放出と星周構造

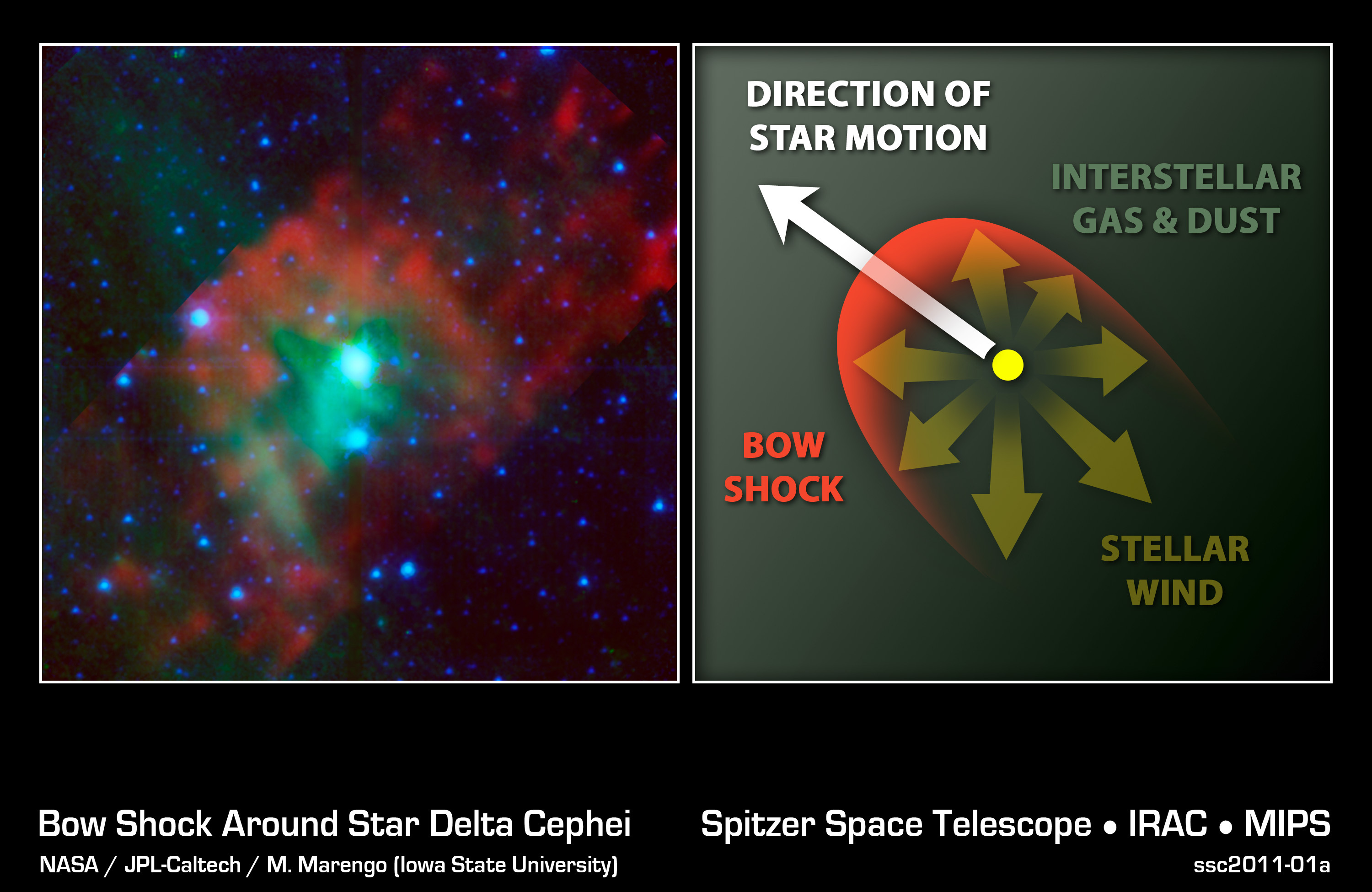
ケフェウス座δ星の周りのバウショック。出典: NASA / JPL-Caltech / M. Marengo (Iowa State University)

ケフェウス座δ星Aの光度は、太陽光度のおよそ2千倍に上る。そのため、強い恒星風を生じ、星の脈動、恒星大気内での衝撃波と組み合わさって、1年当たり1×10−6太陽質量を放出（およそ百万年で太陽一つ分の質量を放出）する。放出された物質は、約35km/sの速さで星から遠ざかる。放出されたガスは、ケフェウス座δ星を囲むようにおよそ1pcにわたるガス雲を形成し、そこには太陽質量の7%から21%程度の水素原子が含まれる。恒星風が、周囲の星間物質と衝突すると、バウショックが形成される。
ケフェウス座δ星は、ケフェウス座OB6アソシエーションの一員と考えられており、ケフェウス座δ星の特有運動は、周囲の恒星に対して13.5km/sとなっている。伴星のHD 213307は、連星系としての合成のスペクトル型がB7-8 III-Vと比較的高温で、ケフェウス座δ星の恒星風によってもたらされた物質を加熱し、結果としてHD 213307の星周領域からは赤外線が放射されている。